# John Dall
John Dall Thompson (ur. 26 maja 1920 w Nowym Jorku, zm. 15 stycznia 1971 w Beverly Hills) − amerykański aktor filmowy i teatralny. Po ukończeniu Horace Mann School, uczęszczał na Uniwersytet Columbia. Studiował aktorstwo w Theodora Irvine School of Theater i Pasadena Playhouse, a także w Petit Theatre w Nowym Orleanie. W latach 1941–42 występował na Broadwayu w R.U.R. i Janie. W latach 1942–43 grał rolę Quizza Martina w sztuce Maxwella Andersona Wigilia Świętego Marka. W 1944 wyjechał do Hollywood. W 1946 otrzymał nominację do Oscara dla najlepszego aktora drugoplanowego za rolę młodego walijskiego górnika Morgana Evansa w dramacie Irvinga Rappera The Corn Is Green (1945) z Bette Davis i Nigelem Bruce. Zwrócił na siebie uwagę jako homoseksualny morderca Brandon Shaw w dreszczowcu Alfreda Hitchcocka Sznur (Rope, 1948) i jako Marcus Publius Glabrus w ekranizacji powieści Howarda Fasta Spartakus (1960) w reżyserii Stanleya Kubricka. Zmarł na zapalenie mięśnia sercowego w wieku 50 lat. 